# Jon Avnet
Jonathan Michael "Jon" Avnet, född 17 november 1949 i Brooklyn, New York, är en amerikansk filmregissör och producent.
Avnet samarbetade under 16 år fram till 2002 med Jordan Kerner i produktionsbolaget Avnet–Kerner Productions.

## Filmografi i urval
- 1983 – Föräldrafritt (endast producent)
- 1987 – Noll att förlora (endast producent)
- 1991 – Stekta gröna tomater på Whistle Stop Café
- 1992 – Mästarna (endast producent)
- 1993 – De tre musketörerna (endast verkställande producent)
- 1994 – D2: The Mighty Ducks (endast producent)
- 1994 – When a Man Loves a Woman (endast producent)
- 1994 – I krigets skugga
- 1996 – Tid att älska
- 1997 – Djungel-George (endast producent)
- 1997 – Röd makt
- 2004 – Sky Captain and The World of Tomorrow (endast producent)
- 2008 – 88 Minutes
- 2008 – Righteous Kill